# Saratov Airlines
Saratov Airlines er et russisk flyselskab, med hovedsæde i Saratov og hub i Saratov-Tsentralnyj Airport.

## Ulykker
11. februar 2018 styrtede Saratov Airlines Flight 703 ned, kort tid efter take-off fra Moskva-Domodedovo Internationale Lufthavn med kurs mod Orsk Lufthavn ved Orsk. De 65 passagerer og seks besætningsmedlemmer der var ombord på Antonov An-148-flyet, omkom alle ved ulykken.

## Flyflåde
I februar 2018 havde Saratov Airlines følgende flyflåde:
| Flytype            | I service | I ordre | Passagerer | Passagerer | Passagerer | Noter |
| Flytype            | I service | I ordre | B          | E          | Total      | Noter |
| ------------------ | --------- | ------- | ---------- | ---------- | ---------- | --- |
| Antonov An-148-100 | 5         | —       | —          | 83         | 83         | Leaset fra Rossiya Airlines. Alle fly er grounded efter styrtet med Saratov Airlines Flight 703 den 11. februar 2018. |
| Embraer ERJ-195    | 2         | 2       | 10         | 104        | 114        | |
| Jakovlev Jak-42    | 5         | —       | 16         | 84         | 100        | |
| Jakovlev Jak-42    | 5         | —       | —          | 120        | 120        | |
| Total              | 12        | 2       |            |            |            | |